# American Express
American Express (NYSE: AXP) (også kendt som AmEx) er et finansselskab med base i New York i USA. American Express er mest kendt for sine kreditkort og blev grundlagt i 1850.
I november 2000 blev American Express kortet lanceret på ny i Danmark til privatkunder, efter en årrække hvor det ikke havde været muligt at få et dansk udstedt American Express kort i Danmark. Men pr. 30. april 2012 opsagde Danske Bank, på grund af finanskrisen da utrukne kreditter kostede banken på kapitaldækningen, alle American Express Card, der var udstedt til privatpersoner. Siden 2012 har det kun været muligt for erhvervskunder, med en omsætning på over 5 mio. kr. årligt, at få et dansk American Express kort, udstedt direkte af American Express.